# Tischtennis-Europameisterschaft 1972
Die 8. Tischtennis-Europameisterschaft fand vom 15. bis 22. April 1972 in Rotterdam (Niederlande) in der Energiehal statt.
Es waren Aktive aus 28 Ländern vertreten, die Türkei hatte ihre Teilnahme abgesagt. Ungarn gewann drei Titel, nämlich im Mannschaftswettbewerb der Damen sowie in den Doppeln mit Judit Magos/Henriette Lotaller und István Jónyer/Péter Rózsás. Bei der  Sowjetunion verteidigten Soja Rudnowa im Dameneinzel und Stanislaw Gomoskow/Soja Rudnowa im Mixed ihren Titel. Die restlichen Goldmedaillen holt Schweden, nämlich im Teamwettbewerb und im Herreneinzel mit Stellan Bengtsson.
Die deutsche Damenmannschaft erreichte das Endspiel, das Herrendoppel Eberhard Schöler/János Borzsei (Ungarn) kam ins Halbfinale. Die DDR trat mit einem Damenteam an, das schließlich Siebter wurde. DDR-Herren waren nicht vertreten.

## Austragungsmodus Mannschaften
Die Herrenmannschaften traten in zehn Vorrundengruppen mit je drei Teams an. Die Gruppeneinteilung erfolgte nach der Platzierung der letzten Europameisterschaft 1970, und zwar Gruppe 1: Nr. 1,20,21 – Gruppe 2: Nr.2,19,22 – Gruppe 3: Nr.3,18,23 usw. Ausgetragen wurden die Wettkämpfe nach dem Swaythling-Cup-System für Dreiermannschaften, d. h. drei Spieler tragen maximal neun Einzel aus. Ein Doppel ist nicht vorgesehen. Die Gruppenersten der Vorrunde kämpften danach um die Plätze 1 bis 10, die Zweiten um die Plätze 11 bis 20 sowie die Dritten um die Plätze ab 21. Diese Kämpfe fanden in jeweils zwei Zwischenrundengruppen statt. Danach ging es um die endgültige Platzierung, indem die Ersten der Zwischenrunden gegeneinander spielten, ebenso die Zweiten und die Dritten.
Nach einem analogen Modus spielten die Damenteams. Sie traten dabei in acht Vorrundengruppen an, die Mannschaftskämpfe wurden im Corbillon-Cup-System für Zweiermannschaften ausgetragen mit maximal vier Einzeln und einem Doppel.

### Gruppenspiele Herren
| Gruppe | Platz 1     | Platz 2      | Platz 3           |
| ------ | ----------- | ------------ | ----------------- |
| 1.     | Schweden    | Rumänien     | (Türkei abgesagt) |
| 2.     | Jugoslawien | Griechenland | Spanien           |
| 3.     | UdSSR       | Luxemburg    | Italien           |
| 4.     | Ungarn      | Schweiz      | Irland            |
| 5.     | BRD         | Finnland     | Wales             |
| 6.     | ČSSR        | Schottland   | Portugal          |
| 7.     | England     | Belgien      | Norwegen          |
| 8.     | Dänemark    | Bulgarien    | Jersey            |
| 9.     | Frankreich  | Niederlande  |                   |
| 10.    | Österreich  | Polen        |                   |

| Gruppe | Platz 1     | Platz 2    | Platz 3   | Platz 4      | Platz 5    |
| ------ | ----------- | ---------- | --------- | ------------ | ---------- |
| A      | Schweden    | Ungarn     | BRD       | Österreich   | Dänemark   |
| B      | Jugoslawien | ČSSR       | UdSSR     | England      | Frankreich |
| C      | Rumänien    | Polen      | Bulgarien | Finnland     | Schweiz    |
| D      | Niederlande | Schottland | Luxemburg | Griechenland | Belgien    |
| E      | Irland      | Wales      | Jersey    |              |            |
| F      | Italien     | Norwegen   | Portugal  | Spanien      |            |

1. ↑  Sieger der Vorrundengruppen 1,4,5,8,10 - Spiel um die Plätze 1–10
2. ↑  Sieger der Vorrundengruppen 2,3,6,7,9 - Spiel um die Plätze 1–10
3. ↑  Zweite der Vorrundengruppen 1,4,5,8,10 - Spiel um die Plätze 11–20
4. ↑  Zweite der Vorrundengruppen 2,3,6,7,9 - Spiel um die Plätze 11–20
5. ↑  Dritte der Vorrundengruppen 4,5,8 - Spiel um die Plätze 21–27
6. ↑  Dritte der Vorrundengruppen 2,3,6,7 - Spiel um die Plätze 21–27

### Gruppenspiele Damen
| Gruppe | Platz 1     | Platz 2      | Platz 3  |
| ------ | ----------- | ------------ | -------- |
| 1.     | UdSSR       | Frankreich   | Belgien  |
| 2.     | ČSSR        | Niederlande  | Finnland |
| 3.     | England     | Luxemburg    | Schweiz  |
| 4.     | Rumänien    | Österreich   | Wales    |
| 5.     | DDR         | Griechenland | Dänemark |
| 6.     | Jugoslawien | Polen        | Irland   |
| 7.     | BRD         | Bulgarien    | Spanien  |
| 8.     | Ungarn      | Schweden     | Jersey   |

| Gruppe | Platz 1  | Platz 2    | Platz 3      | Platz 4     |
| ------ | -------- | ---------- | ------------ | ----------- |
| A      | Ungarn   | UdSSR      | Rumänien     | DDR         |
| B      | BRD      | ČSSR       | England      | Jugoslawien |
| C      | Schweden | Frankreich | Griechenland | Österreich  |
| D      | Polen    | Bulgarien  | Niederlande  | Luxemburg   |
| E      | Dänemark | Belgien    | Wales        | Jersey      |
| F      | Schweiz  | Finnland   | Irland       | Spanien     |

1. ↑  Sieger der Vorrundengruppen 1,4,5,8 - Spiel um die Plätze 1–8
2. ↑  Sieger der Vorrundengruppen 2,3,6,7 - Spiel um die Plätze 1–8
3. ↑  Zweite der Vorrundengruppen 1,4,5,8 - Spiel um die Plätze 9–16
4. ↑  Zweite der Vorrundengruppen 2,3,6,7 - Spiel um die Plätze 9–16
5. ↑  Dritte der Vorrundengruppen 1,4,5,8 - Spiel um die Plätze 17–24
6. ↑  Dritte der Vorrundengruppen 2,3,6,7 - Spiel um die Plätze 17–24

## Abschneiden der Deutschen

### Herrenmannschaft Deutschland
Die deutsche Herrenmannschaft setzte sich in der Vorrundengruppe 5 gegen Finnland und Wales jeweils mit 5:0 durch. In der Zwischengruppe A unterlag sie Schweden mit 5:3 und Ungarn mit 5:4, Dänemark und Österreich wurden dagegen klar besiegt. Somit gelangte sie auf Platz drei und musste danach gegen den Dritten der Gruppe B, die UdSSR, um Platz fünf spielen. Diese Begegnung wurde mit 5:2 gewonnen und Deutschland wurde Fünfter.

### Damenmannschaft Deutschland
Die deutschen Damen besiegten in Gruppe drei Spanien mit 3:0 und Bulgarien mit 3:2 (nach 0:2-Rückstand) und wurden somit Erster. Auch in der Zwischenrunde Gruppe B belegten sie nach Siegen gegen die ČSSR (3:2), England (3:1) und Jugoslawien (3:0) den Spitzenplatz und kamen so ins Endspiel. In diesem waren sie bei der 0:3-Niederlage chancenlos.

### Damenmannschaft DDR
Das DDR-Team wurde in der Vorrundengruppe 5 Erster vor Griechenland (3:0) und Dänemark (3:1). Allerdings blieb es in der Zwischenrundengruppe A gegen Ungarn (0:3), UdSSR (0:3) und Rumänien (2:3) sieglos und wurde Vierter. Das Spiel gegen den Vierten der Gruppe B, Jugoslawien, um Platz sieben gewann die DDR mit 3:1.

### Herreneinzel
- Eberhard Schöler: Sieg gegen Frank Bougeard (Jersey), Richard Yule (Schottland), Mátyás Beleznay (Ungarn), Niederlage gegen Antun Stipančić (Jugoslawien)
- Wilfried Lieck: Freilos, Nico Van Slobbe (Niederlande), Dragutin Šurbek (Jugoslawien), Niederlage gegen Denis Neale (England)
- Jochen Leiß: Niederlage gegen Sarkis Sarchajan (UdSSR)
- Klaus Schmittinger: Sieg gegen Jose Alvoeiro (Portugal), Niederlage gegen Gábor Gergely (Ungarn)

### Dameneinzel Deutschland
- Agnes Simon: Niederlage gegen Henriette Lotaller (Ungarn)
- Wiebke Hendriksen: Sieg gegen Rita Pogosova (UdSSR), Niederlage gegen Jill Hammersley (England)
- Marta Hejma: Niederlage gegen Doris Hovestädt (DDR)
- Diane Schöler: Sieg gegen Elmira Antonyan (UdSSR), Albertina Rangelova (Bulgarien), Birgitta Radberg (Schweden), Niederlage gegen Ilona Voštová (ČSSR)
- Edit Wetzel: Sieg gegen Brigitte Thiriet, Eleonora Vlaicov (Rumänien), Niederlage gegen Beatrix Kisházi (Ungarn)

### Dameneinzel DDR
- Petra Stephan: Sieg gegen Veronique Van Der Laan (Niederlande), Carmen Crișan (Rumänien), Niederlage gegen Soja Rudnowa (UdSSR)
- Doris Hovestädt: Sieg gegen Marta Hejma (BRD), Scrivanou (Griechenland), Niederlage gegen Ilona Voštová (ČSSR)

### Herrendoppel
- Eberhard Schöler/János Borzsei (Ungarn): Freilos, Sieg gegen Jean Krier/Patrick Birocheau (Luxemburg/Frankreich), Denis Neale/Trevor Taylor (England), Dragutin Šurbek/Antun Stipančić (Jugoslawien), Niederlage gegen Kjell Johansson/Stellan Bengtsson (Schweden)
- Jochen Leiß/Wilfried Lieck: Sieg gegen Emmanuel Diakakis/Nikolaos Kostopoulos (Griechenland), Andrzej Baranowski/Zbigniew Fraczyk (Polen), Niederlage gegen Milan Orlowski/Jiri Turai (ČSSR)
- Klaus Schmittinger/Weber (Frankreich): Niederlage gegen Stanislaw Gomoskow/Sarkis Sarchajan

### Damendoppel Deutschland
- Edit Wetzel/Wiebke Hendriksen: Sieg gegen Ann-Christin Hellman/Ann-Christin Johansson (Schweden), Niederlage gegen Danuta Calinska/Czeslawa Noworyta (Polen)
- Elisabeth Willinger (Österreich)/Marta Hejma: Sieg gegen Éva Földy/Vreni Lehmann (Schweiz), Niederlage gegen Ilona Voštová/Jitka Karlikova (ČSSR)
- Agnes Simon/Diane Schöler: Sieg gegen Gabriele Smekal/Margret Wagner (Österreich), Birgitta Radberg/Lena Andersson (Schweden), Niederlage gegen Judit Magos/Henriette Lotaller (Ungarn)

### Damendoppel DDR
- Doris Hovestädt/Petra Stephan: Sieg gegen Christiane Putz/Krecke (Luxemburg), Mirjana Resler/Erzebet Korpa (Jugoslawien), Niederlage gegen Maria Alexandru/Carmen Crișan (Rumänien)

### Mixed Deutschland
- Klaus Schmittinger/Wiebke Hendriksen: Niederlage gegen Bo Persson/Birgitta Radberg (Schweden)
- Bert Schoofs (Niederlande)/Agnes Simon: Sieg gegen Harry Carver/Edwards (Jersey), Niederlage gegen Dragutin Šurbek/Mirjana Resler (Jugoslawien)
- Wilfried Lieck/Edit Wetzel: Sieg gegen Camille Putz/Christiane Putz (Luxemburg), Niederlage gegen Milan Orlowski/Ilona Voštová (ČSSR)
- Eberhard Schöler/Diane Schöler: Sieg gegen Pavel Ovcarik/Petra Stephan (ČSSR/DDR), Rudolf Weinmann/Margret Wagner (Österreich), Niederlage gegen Sarkis Sarchajan/ Rita Pogosova (UdSSR)
- Jochen Leiß/Marta Hejma: Sieg gegen Weber/Brigitte Thiriet (Frankreich), Zbigniew Fraczyk/Czeslawa Noworyta (Polen), Niederlage gegen Antun Stipančić/Maria Alexandru (Jugoslawien/Rumänien)

### Mixed DDR
- Štefan Kollárovits/Doris Hovestädt: Sieg gegen Dorin Giurgiucă/Eleonora Vlaicov (Rumänien), Herman Hopman/Annemiek van Moorst (Niederlande), Niederlage gegen Stanislaw Gomoskow/Soja Rudnowa (UdSSR)
- Pavel Ovcarik (ČSSR)/Petra Stephan: Niederlage gegen Eberhard Schöler/Diane Schöler

## Ergebnisse
| Wettbewerb        | Rang | Sieger                                                                                            |
| ----------------- | ---- | ------------------------------------------------------------------------------------------------- |
| Mannschaft Herren | 1.   | Schweden (Kjell Johansson, Stellan Bengtsson, Anders Johansson, Carl-Johan Bernhardt, Bo Persson) |
| Mannschaft Herren | 2.   | Jugoslawien (Dragutin Šurbek, Milivoj Karakašević, Antun Stipančić)                               |
| Mannschaft Herren | 5.   | Deutschland (Eberhard Schöler, Jochen Leiß, Wilfried Lieck, Klaus Schmittinger)                   |
| Mannschaft Herren | 8.   | Österreich (Heinz Schlüter, Franz Thallinger, Rudolf Weinmann)                                    |
| Mannschaft Herren | 19.  | Schweiz (Laszlo Földy, Erwin Heri, Marcel Grimm)                                                  |
| Mannschaft Damen  | 1.   | Ungarn (Judit Magos, Beatrix Kisházi, Henriette Lotaller)                                         |
| Mannschaft Damen  | 2.   | Deutschland (Agnes Simon, Diane Schöler, Edit Wetzel, Wiebke Hendriksen)                          |
| Mannschaft Damen  | 7.   | DDR (Doris Hovestädt, Petra Stephan)                                                              |
| Mannschaft Damen  | 15.  | Österreich (Elisabeth Willinger, Gabriele Smekal, Margret Wagner)                                 |
| Mannschaft Damen  | 17.  | Schweiz (Éva Földy, Vreni Lehmann)                                                                |
| Herren Einzel     | 1.   | Stellan Bengtsson (SWE)                                                                           |
| Herren Einzel     | 2.   | István Jónyer (HUN)                                                                               |
| Herren Einzel     | 3.   | Istvan Korpa (YUG)                                                                                |
| Herren Einzel     | 3.   | Antun Stipančić (YUG)                                                                             |
| Damen Einzel      | 1.   | Soja Rudnowa (UdSSR)                                                                              |
| Damen Einzel      | 2.   | Beatrix Kisházi (HUN)                                                                             |
| Damen Einzel      | 3.   | Maria Alexandru (ROM)                                                                             |
| Damen Einzel      | 3.   | Ilona Voštová (ČSSR)                                                                              |
| Herren Doppel     | 1.   | István Jónyer/Péter Rózsás (HUN)                                                                  |
| Herren Doppel     | 2.   | Kjell Johansson/Stellan Bengtsson (SWE)                                                           |
| Herren Doppel     | 3.   | Eberhard Schöler/János Borzsei (GER/HUN)                                                          |
| Herren Doppel     | 3.   | Milan Orlowski/Jiri Turai (ČSSR)                                                                  |
| Damen Doppel      | 1.   | Judit Magos/Henriette Lotaller (HUN)                                                              |
| Damen Doppel      | 2.   | Beatrix Kisházi/Jill Hammersley (HUN/ENG)                                                         |
| Damen Doppel      | 3.   | Soja Rudnowa/Swetlana Fedorova (Einzel)                                                           |
| Damen Doppel      | 3.   | Maria Alexandru/Carmen Crișan (ROM)                                                               |
| Mixed             | 1.   | Stanislaw Gomoskow/Soja Rudnowa (UdSSR)                                                           |
| Mixed             | 2.   | Stellan Bengtsson/Lena Andersson (SWE)                                                            |
| Mixed             | 3.   | Milan Orlowski/Ilona Voštová (ČSSR)                                                               |
| Mixed             | 3.   | István Jónyer/Judit Magos (HUN)                                                                   |